# Comté de Mackenzie
Pour les articles homonymes, voir Mackenzie.

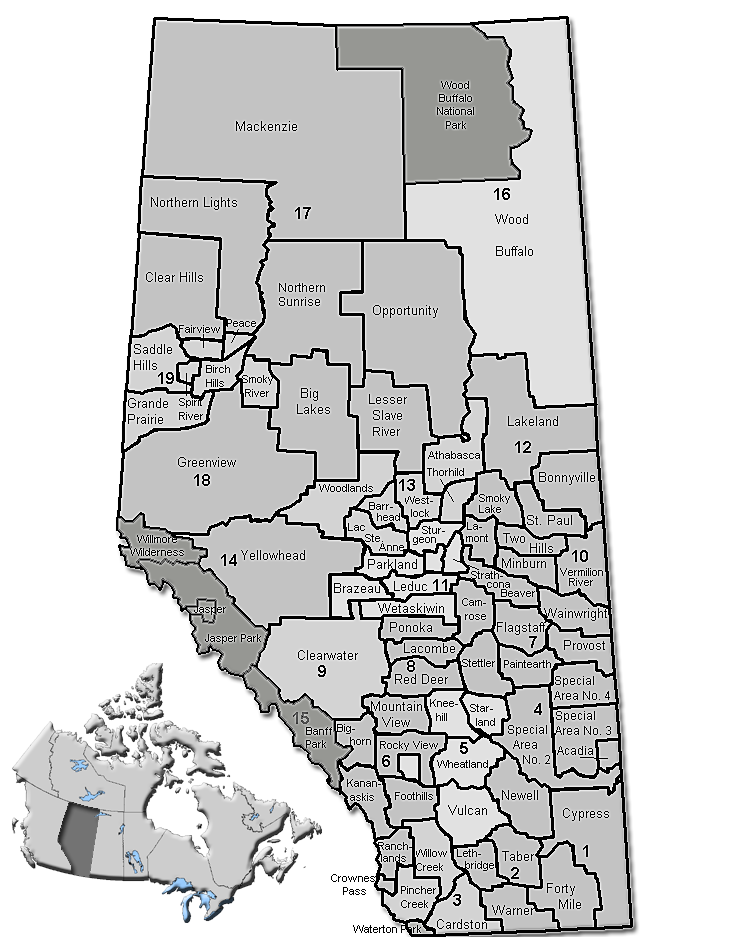
Carte des districts de l'Alberta avec Mackenzie au nord-ouest.

Mackenzie est une municipalité spécialisée dans le Nord de la province de l'Alberta, au Canada. Particulièrement étendue, elle a une superficie de 80 484,42 kilomètres carrés.

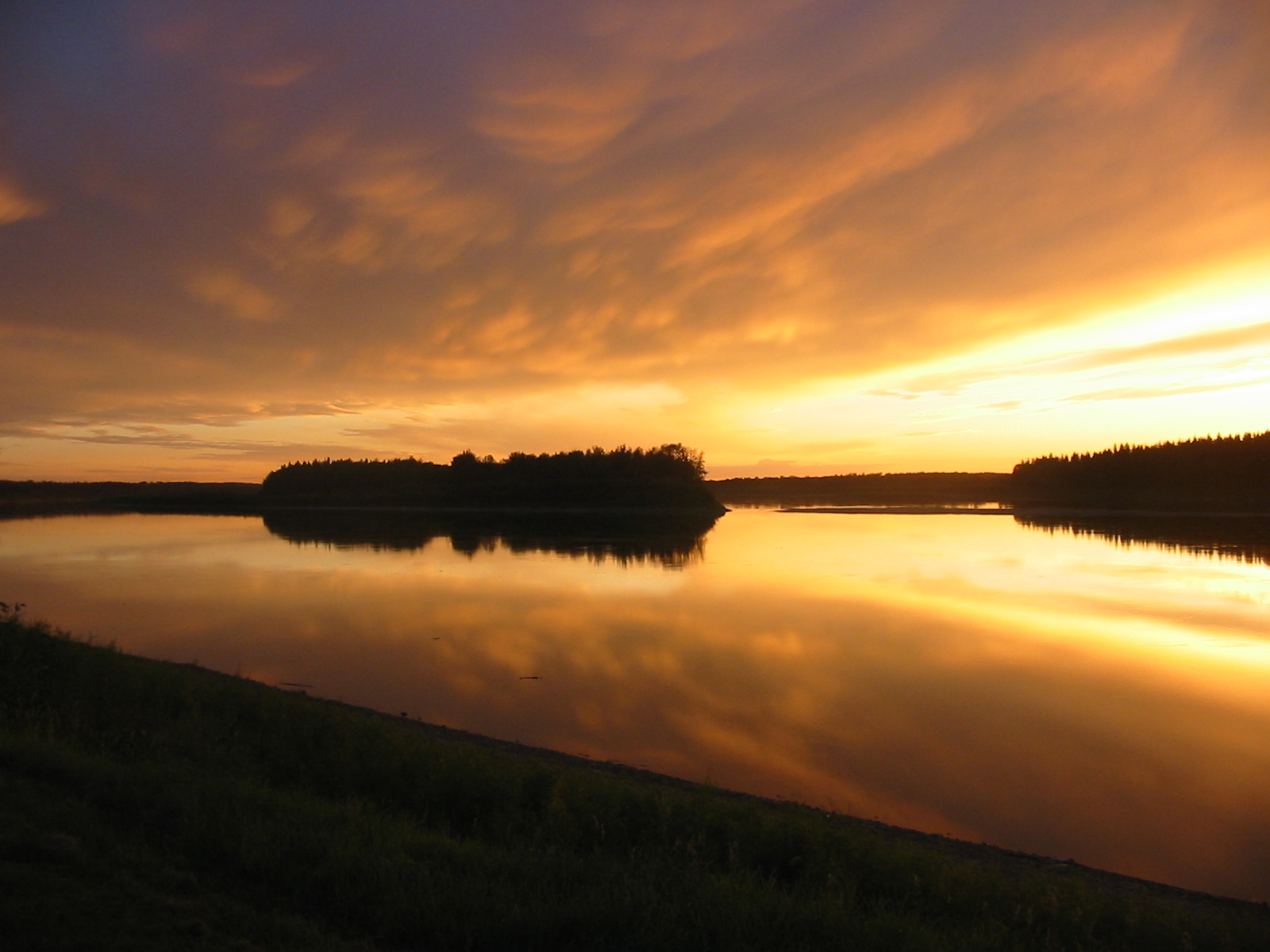
Peace River à Fort Vermilion

## Démographie
| 2011   | 2016   |
| ------ | ------ |
| 10 927 | 11 171 |

## Communautés et localités
Bourgs
- High Level
- Rainbow Lake

Hameaux
- Fort Vermilion
- La Crete
- Zama City

Localités
- Adams Landing
- Assumption
- Boyer
- Boyer River Settlement
- Boyer Settlement
- Buffalo Head Prairie
- Carcajou Settlement
- Chateh
- Footner Lake
- Fort Vermilion Settlement
- Habay
- Hutch Lake
- Indian Cabins
- Little Red River
- Lutose
- Meander River
- Meander River Station
- Metis
- North Vermilion
- North Vermilion Settlement
- Slavey Creek
- Steen River
- Vermilion Chutes